# Niclas Hammarström

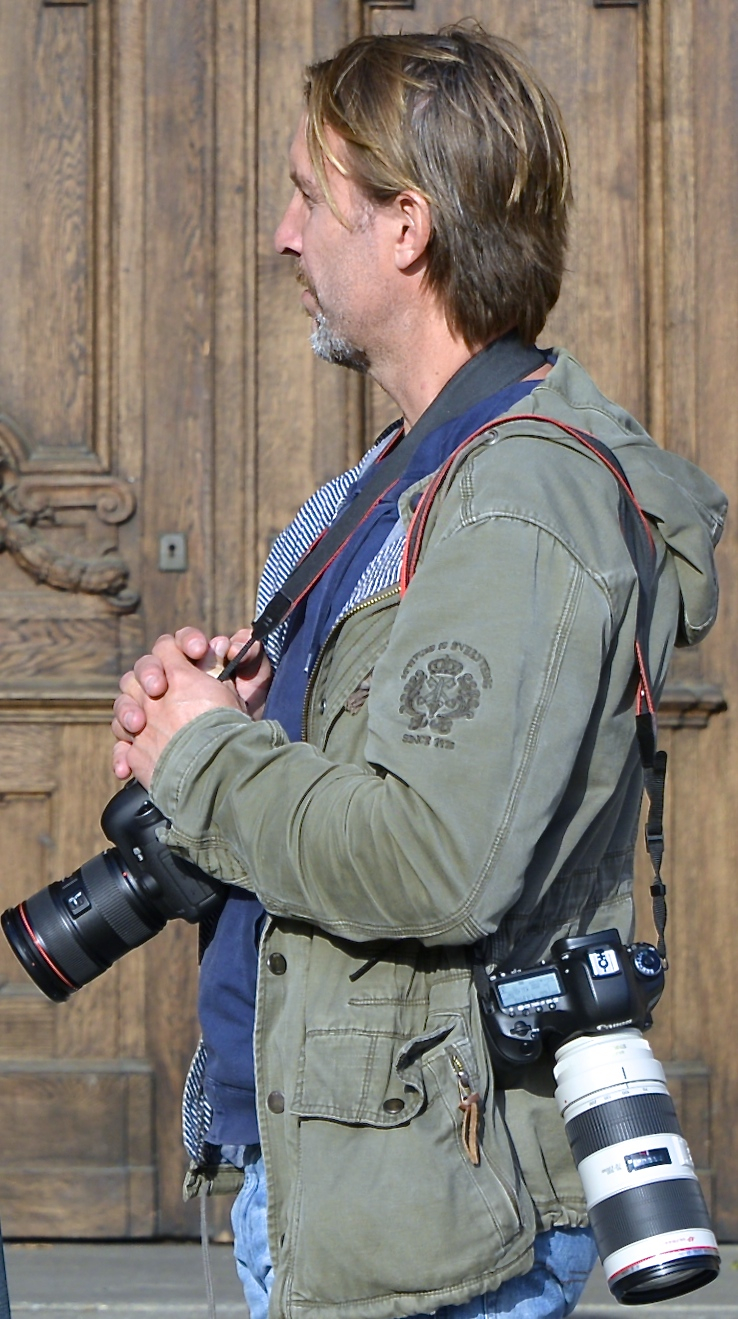
Niclas Hammarström på uppdrag i samband med en demonstration i Stockholm av Svenskarnas parti 2014.

Hans Niclas Hammarström, född 20 maj 1969 i Kalmar församling i Håbo i Uppsala län, är en svensk fotograf.

## Biografi
Hammarström utbildade sig i Stockholm. År 1993 skrev han kontrakt med tidningen Aftonbladet som dess fotograf i USA. Under tiden i USA fotograferade han många händelser i USA, Kanada och Sydamerika under fyra års tid såsom Belägringen i Waco, 11 september-attackerna, Bombdådet i Oklahoma City, Världsmästerskapet i fotboll 1994, Olympiska sommarspelen 1996 i Atlanta och många av boxaren Mike Tysons matcher i Atlanta. 1997 återvände han till Sverige.
Hammarström belönades 2012 med ett andrapris i världens största fototävling, World Press Photo of the Year, där han fick priset i kategorin nyhetshändelser för sitt bildreportage från Utöya den 22 juli 2011.
Hammarström och journalisten Magnus Falkehed tillfångatogs i närheten av Yabroud i Syrien den 23 november 2013. Den 8 januari 2014 meddelade UD att Falkehed och Hammarström släppts fria. Hammarström skottskadades i benet under ett flyktförsök.

## Utmärkelser

### 2012
- Årets bild, andra pris i årets nyhetsbild utland[6]
  - World Press Photo of the Year, andra pris i årets nyhetsbildreportage[3]
  - Photograpers Giving Back Award, tredje pris nyhetsbild

### 2013
- Årets bild, första pris årets nyhetsbild Sverige
- Årets Bild, andra pris årets bildreportage utland
- Årets Bild, tredjepris årets vardagsbild utland
- National Press Photographers Association (NPPA), USA,  första pris non-traditional photojournalism publishing
- Utsedd till Årets journalist tillsammans med Staffan Heimerson av Sveriges Tidskrifter för sitt reportage från Aleppo publicerat i Café.

### 2014
- Vinnare av Luis Valtueña International Humanitarian Photography Award, Spanien
- Picture of the Year International (POYi), USA, första pris nyhetsbild
- Vinnare av Unicef Photo of the Year Award, Tyskland
- Vinnare av Days Japan International Photo Journalism Award
- Årets bild, vinnare av Årets Bild
- Årets Bild, första pris Årets Bildreportage Utland
- Årets Bild, första pris Årets Porträtt
- Vinnare av Miran Hrovatin Award, Italien

### 2019
- Årets bild[7]
- Årets Nyhetsbild Utland[7]
- Årets Bildreportage Utland[7]
- Årets Porträttserie[7]